# Palm Centro
El Palm Centro es un teléfono inteligente de Palm, Inc., fue lanzado al mercado durante el segundo semestre de 2007 y ofrecía la misma funcionalidad que un Treo 755p o un Treo 680 en un menor tamaño.
Fue el último dispositivo comercializado por Palm con el sistema operativo Palm OS.